# Richard of Calne
Sir Richard of Calne (abweichend auch Richard de Caune) war ein königlicher Ritter, der im 12. Jahrhundert in der englischen Grafschaft Suffolk lebte und wirkte. Über seine Person ist nur wenig bekannt, sein Name ist überwiegend durch Legenden überliefert. So spielt er unter anderem eine tragende Rolle in der Sage um Die grünen Kinder von Woolpit.

## Historisches
Über seine Herkunft und Kindheit ist so gut wie nichts überliefert. Gemäß englischen Chroniken aus der Zeit um 1173 residierte de Calne in einem Anwesen mit Gutshof namens Wicken Hall (auch Wyken Hall) etwa 6 Meilen (umgerechnet ca. 9,7 km) von Woolpit entfernt. De Calne war eng mit Radulph von Coggeshall, dem 6. Abt des Klosters Coggeshall Abbey, befreundet. Radulph ließ sich immer wieder gern „seltsame Begebenheiten innerhalb Suffolks“ zutragen und so erfuhr er durch de Calne von den „grünen Kindern“. Um 1186 übernahmen Richards Erben den Gutshof, möglicherweise war der Ritter um dieses Jahr gestorben. Die tatsächliche Lokalisierung seines Anwesens erweist sich als überraschend schwierig, weil spätere Chroniken abweichende Angaben machen. So soll sich Wicken Hall bei Wyke in der Grafschaft West Yorkshire befunden haben, ein Andermal bei Bardwell in Suffolk. Beide Orte liegen jedoch deutlich weiter von Woolpit entfernt als nur 6 Meilen.